# PC Open Studio
PC Open è stata una rivista di informatica, a frequenza mensile, il cui primo numero uscì in edicola nel novembre 1995.
Negli ultimi anni della sua pubblicazione venne rinominata PC Open Studio e diffusa solo in abbonamento.
Nel corso degli anni ha cambiato diverse volte editore. Inizialmente pubblicata da Agepe, con direttore responsabile Pasquale Laurelli, passò poi al gruppo 01Net con la guida di Roberto Mazzoni. Infine fu edita dal gruppo Il Sole 24 Ore.
Ogni mese venivano pubblicate sulla rivista anteprime, novità e prove dei prodotti Hardware/Software, schede tecniche, schede pratiche per illustrare il funzionamento di alcune applicazioni, corsi didattici e altri articoli di carattere informatico e tecnologico.
È sempre stato allegato anche un supporto ottico con contenuti complementari alla testata. Inizialmente si trattava di un CD-ROM, ma nel tempo si passò a due e poi ben tre CD-ROM allegati, prima di passare alla pubblicazione di un unico DVD-ROM. Questi dischi contenevano principalmente software con licenza freeware e shareware, a volte oltre un centinaio di programmi ogni mese, commentati e descritti, con un'interfaccia di navigazione e installazione prima di tipo software e poi in formato HTML.
La rivista, che negli ultimi anni era distribuita solo in abbonamento, ha chiuso le pubblicazioni a fine gennaio 2010, con il numero 157. Anche il sito ufficiale non è più operativo.